# Distretto di Paras
Il distretto di Paras è uno degli otto distretti della provincia di Cangallo, in Perù. Si trova nella regione di Ayacucho e si estende su una superficie di 791,01 chilometri quadrati.

Ha per capitale la città di Paras e nel censimento del 2005 contava 5.537 abitanti.